# Saint-Martory
Saint-Martory település Franciaországban, Haute-Garonne megyében. Lakosainak száma 1039 fő (2022. január 1.). Saint-Martory Mancioux, Arnaud-Guilhem, Castillon-de-Saint-Martory, Laffite-Toupière, Lestelle-de-Saint-Martory, Mazères-sur-Salat, Montsaunès és Roquefort-sur-Garonne községekkel határos.

## Népesség
A település népessége az elmúlt években az alábbi módon változott:
| Lakosok száma | 1101 | 1166 | 940  | 858  | 937  | 944  | 981  | 997  | 1056 | 1039 |
|               | 1968 | 1982 | 1990 | 2006 | 2013 | 2015 | 2017 | 2019 | 2020 | 2022 |